# X-Men: Destiny
X-Men: Destiny é um jogo eletrônico baseado nas histórias em quadrinhos dos X-Men publicadas pela Marvel Comics. O jogo foi desenvolvido pela Silicon Knights e publicado pela Activision e lançado na América do Norte em 27 de setembro de 2011 para os consoles PlayStation 3, Wii, Xbox 360 e Nintendo DS. A história do jogo foi criada por Mike Carey, autor da série X-Men Legacy.
Nas versões para os consoles, os jogadores podem escolher dentre três mutantes jogáveis: Aimi Yoshida, Grant Alexander ou Adrian Luca.
Aimi Yoshida: Nascida em Fuji City, Japão, Aimi foi contrabandeada para fora do Japão por seus pais mutantes antes que sua família pudesse ser encarcerada nos campos mutantes. Ela chegou em São Francisco escondida em um navio petroleiro, muito jovem e assustada por aceitar as motivações dos seus pais de mandá-la embora, em vez de sentir apenas a amargura e a raiva do abandono.
Grant Alexander: Nascido em Sandersville, Geórgia, Grant é um calouro de faculdade que sonha em se tornar um jogador de futebol profissional. Ele espera conseguir um lugar na equipe oficial da Universidade da Califórnia, Berkeley. Grant não tem nenhum interesse na política e sabe pouco sobre o conflito mutante/humano.
Adrian Luca: Nascido em Los Angeles, Califórnia, Adrian é o filho de um extremista antimutante que foi morto em batalha. Os sócios de seu pai chamam-se "purificadores", e sob seus cuidados, Adrian foi ensinado a odiar todos os mutantes e condicionado na busca por vingança pelo assassinato do seu pai. Os "purificadores" treinaram Adrian para ser um soldado em seu exército de Homo-Sapiens com "sangue puro".
O personagem escolhido passa a lutar pela sobrevivência dentro do conflito entre "purificadores", que estão secretamente sob o comando de Bastion, e os mutantes. O jogador tem a possibilidade de escolher lutar ao lado dos X-Men ou da Irmandade de Mutantes dependendo de suas escolhas no decorrer do jogo. Alguns dos personagens do game são Ciclope, Emma Frost, Wolverine, Noturno, Mística, Magneto e Fada.
A versão para Nintendo DS possui um único personagem para o jogador.